# Stegophiura elevata
Stegophiura elevata är en ormstjärneart som först beskrevs av George Richard Lyman 1878.  Stegophiura elevata ingår i släktet Stegophiura och familjen fransormstjärnor. Inga underarter finns listade i Catalogue of Life.